# Jacobikerk (Mühlhausen)
De Jacobikerk (Duits: Jakobikirche) is een gotisch kerkgebouw in Mühlhausen, Thüringen. De kerk is tegenwoordig in gebruik als bibliotheek en is sterk beeldbepalend voor de binnenstad van Mühlhausen.

## Locatie
De kerk bevindt zich aan de Jakobistraße, nog binnen de middeleeuwse stadsommuring.

## Geschiedenis
Het kerkgebouw komt in 1296 voor het eerst in de annalen voor als filiaalkerk van de hoofdkerk Sint-Maria. Het koor werd in de 2e helft van de 13e eeuw en het kerkschip in de 1e helft van de 14e eeuw gebouwd. De torens volgden in het jaar 1418.
De kerk werd al in 1832 onttrokken aan de eredienst.
Na een lange periode van verval en onvoldoende onderhoud, waarbij ook de beide torens in gevaar werden gebracht, volgde in de jaren 1992 (de noordelijke toren) en 1994-1995 (de zuidelijke toren) een omvangrijke restauratie. Sinds 2001 is in de kerk de stadsbibliotheek ondergebracht.